# علم إقليم المحيط الهندي البريطاني
أعتمد علم إقليم المحيط الهندي البريطاني في 8 تشرين الثاني - نوفمبر من سنة 1990. يحتوي العلم على علم الاتحاد في الكانتون. يصور العلم مياه المحيط الهندي حيث تقع الجزر، على شكل خطوط متموجة بيضاء وزرقاء. يصور العلم أيضًا شجرة نخيل فوق تاج القديس إدوارد.
صمم العلم لمفوض إقليم المحيط الهندي البريطاني. الذي يوجد مقره في وزارة الخارجية والكومنولث والتنمية في لندن.